# Eduardo Lourenço
Eduardo Lourenço de Faria (São Pedro de Rio Seco, freguesia d'Almeida, Beira Interior Norte, Portugal, 23 de maig de 1923 - Lisboa, 1 de desembre de 2020) fou un escriptor, assagista, professor universitari, filòsof, crític literari i intel·lectual portuguès.
Nascut en el llogaret, al costat de la frontera espanyola de Fuentes de Oñoro, va traslladar-se a Guarda, després a Lisboa i posteriorment a Coïmbra, on cursà estudis en Ciències Històrico-Filosòfiques a la Universitat de Coimbra el 1946. Més endavant, el 1949 es trasllada a França, amb una beca de pràctiques de la Fundació Fulbright per fer pràctiques a la Universitat de Bordeus. El 1953 va iniciar una carrera acadèmica, després d'haver impartit classes a diverses universitats europees i americanes, i va exercir com a lector de cultura portuguesa a la Universitat d'Hamburg, de Heidelberg, de Montpeller i de Grenoble, entre d'altres. Després d'una etapa a la Universitat Federal de Bahia, com a professor visitant de filosofia, es va traslladar a França el 1960, per invitació de la Universitat de Grenoble. Però aviat es va traslladar a Niça, on es retiraria el 1988 com a "mestre de conferències associades". Manté la seva residència a Vence fins i tot durant el període en què ocupà el càrrec d’assessor cultural a l’ambaixada portuguesa a Roma. Durant molt de temps alternà la seva vida entre França i Portugal, amb una breu estada a Brasil. Només la mort de la seva dona, Annie Salomon, una reconeguda hispanista, el 2013, el va fer tornar definitivament a Portugal. Entre el 2002 i el 2012 fou administrador de al Fundació Calouste. L'any 2000, a iniciativa seva, es va crear el Centre d'Estudis Ibèrics de Guarda, que integra entitats acadèmiques de Portugal i Espanya, i des de 2004 lliura un premi amb el seu nom. El 2016 va passar a formar part del Consell d'Estat de Portugal per invitació de president Marcelo Rebelo de Sousa. També fou director de les revistes Finisterra: revista de reflexão e crítica i Estudos Anterianos.
La seva obra assagística està composta per múltiples títols i assajos, relacionats amb la història, la filosofia, la pràctica totalitat de les ciències socials i la literatura. Des de 1949, any en què es publica Heterodoxia, el seu primer llibre, la producció literària d'Eduardo Lourenço descriu l'ànima portuguesa a través d'una profunda indagació, i sobre la identitat nacional del seu país i el paper que li ha tocat jugar a la història, així com amb Europa, Brasil i Espanya.
Publicacions
- O Canto do Signo: existência e Literatura (1953)
- Sentido e Forma da Poesia Neo-Realista (1968)
- Fernando Pessoa Revisitado. Leitura Estruturante do Drama em Gente (1973)
- Tempo e Poesia (1974)
- Os Militares e o Poder (1975)
- El fascismo nunca existió (1976)
- El laberinto de la saudade: psicoanálisis mítico del destino portugués (1978)
- O Complexo de Marx ou o Fim do Desafio Português (1979)
- Poesia e Metafísica. Camões, Antero, Pessoa (1983)
- Fernando, Rei da Nossa Baviera (1986)
- Nosotros y Europa o las dos razones (1988)
- Nós e a Europa ou as Duas Razões (1990)
- Europa desencantada: para una mitología europea (1994)
- Cultura e Política na Época Marcelista (1996)
- O Labirinto da Saudade (1994), O Esplendor do Caos (1998)
- Portugal como Destino (1999)
- Do Colonialismo como Nosso Impensado (2014)
- O Canto do Signo (2017)

Reconeixements
- Premi Antonio Sergio (1992)
- Doctor honoris causa per la Universitat Federal de Rio de Janeiro (1995)
- Premi Luís de Camões (1996)
- Doctor honoris causa per la Universitat de Coimbra (1996)
- Doctor honoris causa per la Universitat Nova de Lisboa (1998)
- Cavaller de l'Orde de les Arts i les Lletres de França (2000)
- Premi Vergílio Ferreira (2001)
- Medalla d'Or de la ciutat de Coimbra (2001)
- Cavaller de la Legió d'Honor francesa (2002)
- Doctor honoris causa per la Universitat de Bolonya (2006)
- Premi Extremadura a la Creació a la trajectòria d'un autor iberoamericà rebut a Espanya, (2006)
- Orde del Mèrit Civil espanyola (2009)
- Premi Vasco Graça Moura (2016)
- Premi Pessoa (2011)
- Nominació al Premi Príncipe de Asturies de las Ciencias Sociales (2011)
- Premi Jacinto do Prado Coelho, per la obra Tempo da Música, Musica do Tempo (2013)